# فيليب إس. كوربت
فيليب إس. كوربت هو عالم نبات وعالم حشرات ماليزي، ولد في 21 مايو 1929 في كوالالمبور في ماليزيا، وتوفي في 13 فبراير 2008 في Truro, Nova Scotia ‏ في كندا.